# Vincenzo Vannutelli
Vincenzo Vannutelli (Palestrina, 5 december 1836 – Rome, 9 juli 1930) was een Italiaans geestelijke en een kardinaal van de Rooms-Katholieke Kerk.
Vannutelli studeerde aan de Pauselijke Gregoriaanse Universiteit en aan het Athenaeum San Apollinare in Rome. Hij werd op 23 december 1860 priester gewijd en kreeg meteen daarna een aanstelling als professor aan het Vaticaans seminarie. Hier begon zijn loopbaan die hij verder - zonder ooit pastoraal werk te doen - bij de Romeinse Curie zou vervolgen. In 1863 werd hij huisprelaat van paus Pius IX. In hetzelfde jaar trad hij in diplomatieke dienst van de Heilige Stoel als auditor op de apostolisch internuntiatuur in Nederland. In 1866 werd hij als zodanig overgeplaatst naar de nuntiatuur in België. In 1875 benoemde Pius IX hem tot apostolisch protonotaris. In 1876 zou hij tijdelijk werken aan het Staatssecretariaat. In 1878 werd hij auditor bij de Sacra Rota Romana.
Op 23 januari 1880 benoemde paus Leo XIII Vannutelli tot apostolisch vicaris van Constantinopel, onder gelijktijdige benoeming tot titulair aartsbisschop van Sardes. Zijn bisschopswijding vond plaats op 2 februari 1880. In 1882 werd hij benoemd tot internuntius in Brazilië, maar hij zou die post nooit bezetten, omdat hij op de terugweg uit Rusland, waar hij de paus had vertegenwoordigd bij de kroning van tsaar Alexander III van Rusland, hoorde dat hij was benoemd als nuntius in Portugal. Hij was de vormgever van het concordaat van de Heilige Stoel met Portugal in 1883.
Vannutelli werd tijdens het consistorie van 30 december 1889 – in pectore – kardinaal gecreëerd. Zijn verheffing werd op 23 juni 1890 bekendgemaakt. De paus verleende dispensatie van de regel dat twee broers niet gelijktijdig kardinaal konden zijn. Vannutellis oudere broer Serafino, was in 1887 al kardinaal geworden. De San Silvestro in Capite werd zijn titelkerk. In 1900 werd hij kardinaal-bisschop van het suburbicair bisdom Palestrina. In 1900 werd hij prefect van de Congregatie voor het Concilie. Vannutelli nam deel aan het conclaaf van 1903, waarbij Giuseppe Melchiorre Sarto werd gekozen als paus Pius X. Deze stelde Vannutelli meteen aan het hoofd van een commissie die het kerkelijk recht moest herzien. Van 1908 tot 1914 was hij prefect van de Hoogste Rechtbank van de Apostolische Signatuur. Hij nam ook deel aan de conclaven van 1914 en 1922. In 1914 had paus Benedictus XV hem overigens benoemd tot datarius, een functie die hij tot zijn dood zou vervullen. In 1915 werd hij deken van het College van Kardinalen en bijgevolg kardinaal-bisschop van Ostia.
Vanutelli overleed op 93-jarige leeftijd en werd begraven op Campo Verano.
- Bibliothèque nationale de France: cb10665021m (data)
- Gemeinsame Normdatei: 11768127X
- International Standard Name Identifier: 0000 0000 7820 4565
- Library of Congress Control Number: no2009119340
- Nationale Bibliotheek van Israël: 987012502649505171
- Istituto Centrale per il Catalogo Unico: SBLV316141
- SNAC: w6m64x8r
- Système universitaire de documentation: 142333263
- Virtual International Authority File: 45086583
- WorldCat: E39PBJwxJxdCwvPrqGTh4FjV4q